# Abdeluahed Idrisi Chorfi
Abdeluahed Idrisi Chorfi (1 de enero de 1969) es un deportista marroquí que compitió en judo. Ganó seis medallas en el Campeonato Africano de Judo entre los años 1996 y 2002.

## Palmarés internacional
| Campeonato Africano | Campeonato Africano    | Campeonato Africano | Campeonato Africano |
| Año                 | Lugar                  | Medalla             | Categoría           |
| ------------------- | ---------------------- | ------------------- | ------------------- |
| 1996                | Sudáfrica (Sudáfrica)  | Medalla de bronce   | –60 kg              |
| 1997                | Casablanca (Marruecos) | Medalla de oro      | –60 kg              |
| 1998                | Dakar (Senegal)        | Medalla de plata    | –60 kg              |
| 2000                | Argel (Argelia)        | Medalla de plata    | –60 kg              |
| 2001                | Trípoli (Libia)        | Medalla de plata    | –60 kg              |
| 2002                | El Cairo (Egipto)      | Medalla de bronce   | –66 kg              |